# Senckenberg Deutsches Entomologisches Institut

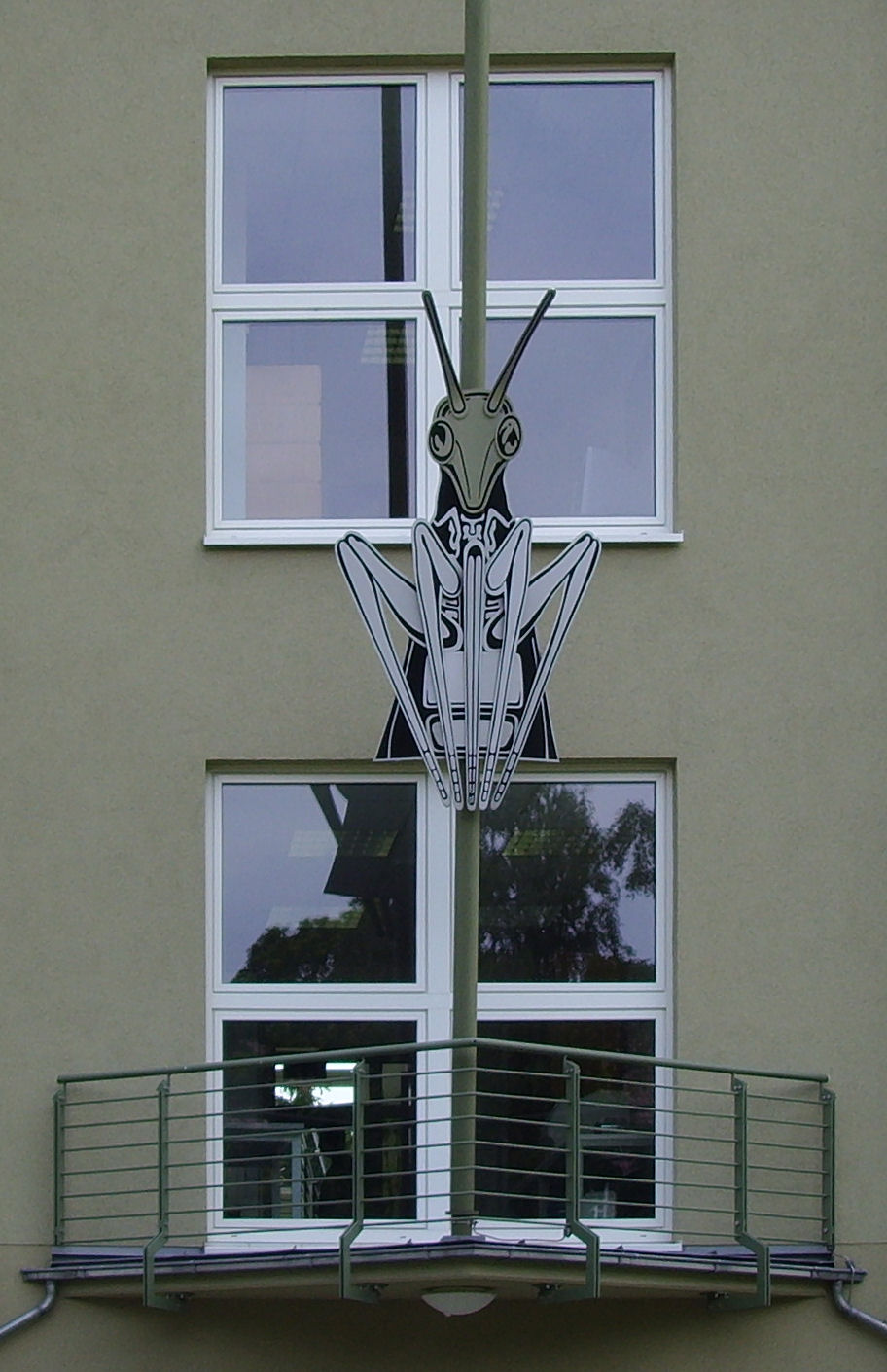
Institutslogo über dem Haupteingang

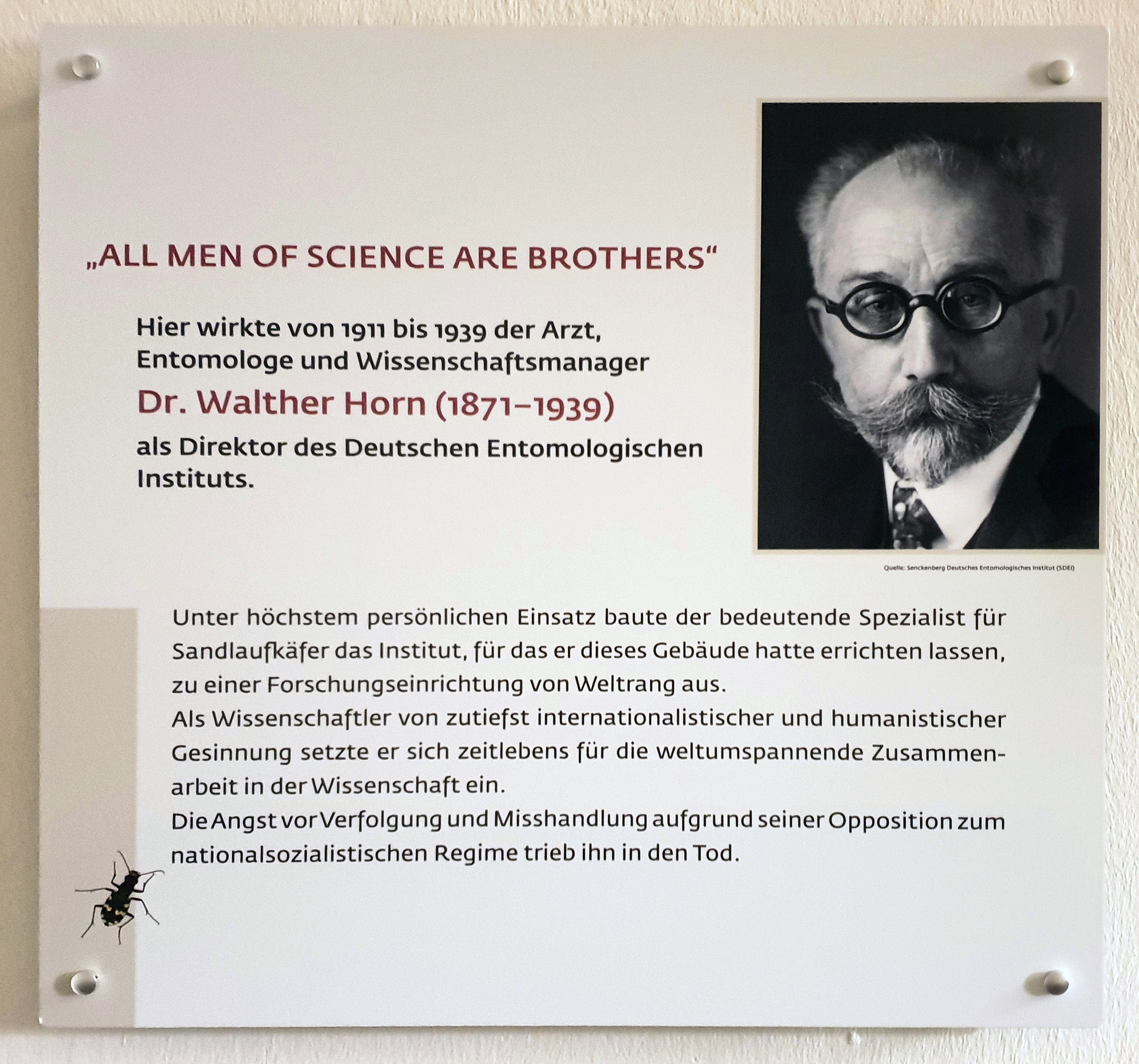
Gedenktafel in Berlin-Dahlem

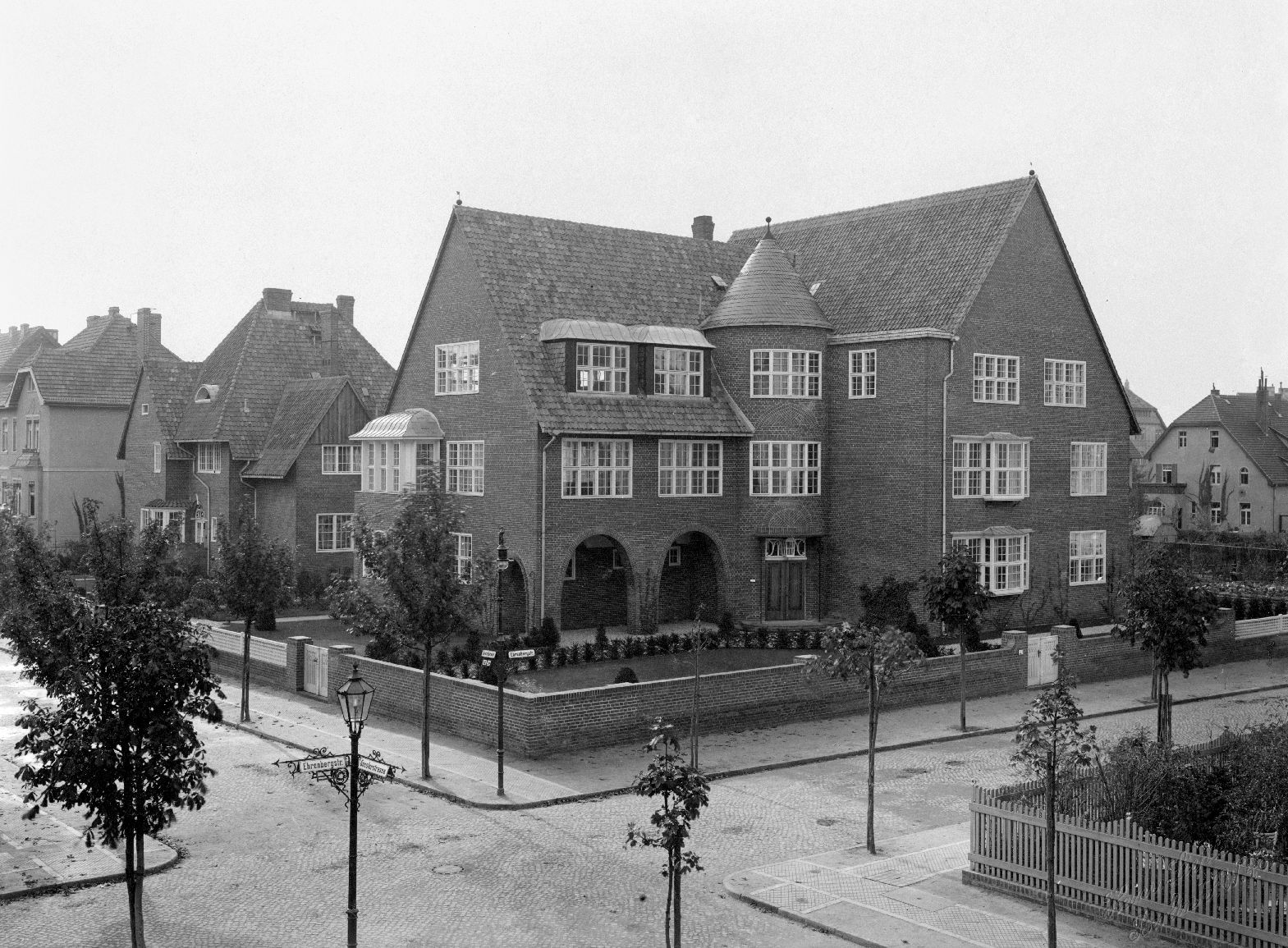
Gebäude des Deutschen Entomologischen Museums in Berlin-Dahlem kurz nach seiner Fertigstellung um 1912

Das Deutsche Entomologische Institut, seit 2004 in Müncheberg ansässig und seit 2009 als Senckenberg Deutsches Entomologisches Institut (SDEI) ein Bestandteil der Senckenberg Gesellschaft für Naturforschung, ist eine insektenkundliche Forschungseinrichtung, die 1886 als Entomologisches Nationalmuseum (ENM) gegründet wurde.

## Gründung des ENM
Seit etwa 1870 bemühte sich der Entomologe Gustav Kraatz um die Gründung eines Deutschen Entomologischen Nationalmuseums (ENM). Dazu übereignete er im Jahre 1880 seine Sammlung europäischer und exotischer Käfer sowie seine an wertvollen Werken reiche insektenkundliche Bibliothek. Weitere sechs Käfersammler aus Berlin, Breslau und Frankfurt am Main schlossen sich ihm als „Urstifter“ an. Das ENM wurde am 7. Juni 1886 durch eine Vereinbarung zwischen Kraatz und dem Direktorium des Märkischen Provinzial-Museums der Stadt Berlin gegründet. Es wurde vereinbart, im geplanten Neubau des Provinzialmuseums einige Zimmer für das ENM vorzusehen. In der Übergangszeit sollten die Bestände im städtischen Sparkassengebäude in der Zimmerstraße (Berlin-Mitte) untergebracht werden.

## Kraatzsche Stiftung
Entgegen allen Vereinbarungen wurde das Märkische Provinzialmuseum ohne zoologische Abteilung eröffnet. Daraufhin änderte Kraatz die Stiftungsbestimmungen zugunsten einer eigenständigen „Dr. Kraatzschen Stiftung von 1903“. Er kaufte das Haus Thomasiusstraße 21 in Berlin-Moabit und nutzt ab 1904 eine ganze Etage für das ENM. 1907 bestimmte Kraatz testamentarisch, dass sein Platz im Stiftungskuratorium und gleichzeitig der des Direktors von einem durch die Deutsche Entomologische Gesellschaft gewählten Delegierten eingenommen werden sollte. Zunächst war der Vertreter auf Lebenszeit Walther Horn. 1909 kaufte Kraatz eine Parzelle von der Königlichen Kommission zur Aufteilung der Domäne Dahlem. Als Kraatz im gleichen Jahr starb, hinterließ er der Stiftung das Baugrundstück und ein Vermögen von 853.000 Goldmark. 1910 wurde der Institutsneubau in Dahlem in der Gosslerstraße 20 begonnen. Der Architekt war Heinrich Straumer, der auch das künftige Institutssignet entwarf.

## Deutsches Entomologisches Museum (DEM)
Zur Beilegung der Streitigkeiten um die Eigenständigkeit der Kraatzschen Stiftung, insbesondere mit dem Direktor des Königlichen Zoologischen Museums der Berliner Universität, nahm die Stadt Berlin am 11. Dezember 1911 endgültig die Kraatzsche Erbschaft an. Dabei wurde gleichzeitig der Name der Sammlung und Bibliothek in „Deutsches Entomologisches Museum“ (DEM) geändert. Die Einweihung des Neubaus in Berlin-Dahlem erfolgte am 2. November 1912. Neben Walther Horn als Direktor arbeiteten damals am DEM Sigmund Schenkling als Kustos sowie ein Assistent und eine Schreibkraft.

## Deutsches Entomologisches Institut (DEI)
Nach den Wirren des Ersten Weltkrieges erreichte Horn, dass im Jahre 1920 durch einen Magistratsbeschluss im Namen das Wort „Museum“ durch „Institut“ ersetzt wird. Die Bezeichnung „Museum“ wurde von Horn als Hindernis für die angestrebte Übernahme durch Reichsbehörden wie das Reichsernährungsministerium oder die Biologische Reichsanstalt in Dahlem angesehen. Nach schwierigen Verhandlungen gelang es 1922 endlich, das DEI der Kaiser-Wilhelm-Gesellschaft zur Förderung der Wissenschaften (KWG) anzugliedern. Die Bestände, Liegenschaften und das Restkapital gingen an die KWG über, wodurch die Kraatzsche Stiftung erlosch, Horn jedoch als Direktor übernommen wurde. Die Zusammenarbeit mit der Biologischen Reichsanstalt für die gemeinsamen wissenschaftlichen Aufgaben wurde weiter intensiviert. Als deren Vertreter wurde der Regierungsrat Hans Sachtleben in das DEI abgeordnet und wurde Horns Stellvertreter. 1938 wurde Willi Hennig als wissenschaftlicher Assistent eingestellt, nachdem er schon im Jahr zuvor als Stipendiat am DEI gearbeitet hatte. Nach Horns Tod 1939 wurde Sachtleben zunächst kommissarischer Leiter und ab 1943 neuer Direktor des DEI. Im gleichen Jahr begannen die Auslagerungen der umfangreichen Sammlungen und der Bibliothek nach Schloss Blücherhof in der Gemeinde Lutgendorf bei Vollrathsruhe im Kreis Waren (Müritz), um Kriegsschäden am Bestand zu vermeiden.

## Überleben nach dem Zweiten Weltkrieg
Das Institut hatte den Krieg zunächst relativ gut überstanden. Große Einschnitte gab es erst, als zunächst 1959/1960 Wolfgang Schwenke und anschließend aus politischen Gründen 1961 Willi Hennig das Institut verließen. Schließlich trat 1962 noch Hans Sachtleben in den Ruhestand. So blieb es seinem Nachfolger Heinz Fankhänel überlassen, sich nach einem neuen Institutsgebäude umzusehen. Auf Beschluss des Präsidiums der Deutschen Akademie der Landwirtschaftswissenschaften zu Berlin wurde dann im Jahre 1963 das Hauptgebäude der aufgelösten forstwissenschaftlichen Fakultät der Humboldt-Universität Berlin in Eberswalde zum neuen Domizil des DEI. 1964 bis 1985 war Lothar Dieckmann am Institut aktiv und publizierte vorwiegend zu Rüsselkäfern. Mit der Angliederung des DEI an das Institut für Pflanzenschutzforschung Kleinmachnow 1971 verschwand sein traditionsreicher Name für die nächsten zwei Jahrzehnte. Das Institut mit seiner Sammlung bestand jedoch als Forschungsbereich weiter.

## Neugründung

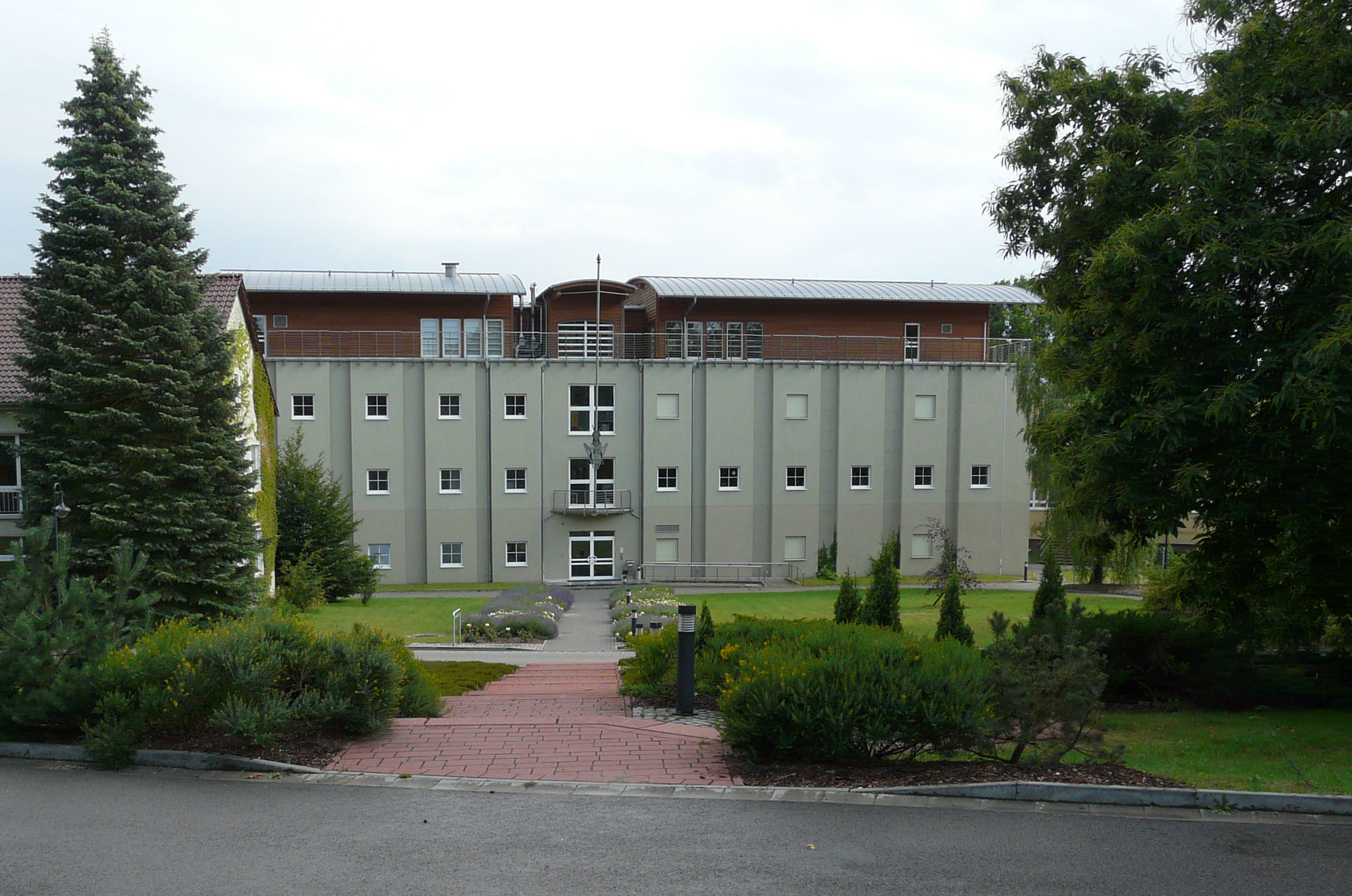
Aktuelles Institutsgebäude

Die Neugründung wurde nach der Wende entscheidend von Joachim Oehlke betrieben. Nach dem Umzug nach Müncheberg in ein eigenes neues Gebäude wurde das Institut in das Leibniz-Zentrum für Agrarlandschaftsforschung (ZALF) integriert. Seit 2009 gehört das Institut zur Senckenberg Gesellschaft für Naturforschung und heißt seitdem Senckenberg Deutsches Entomologisches Institut.